# WEKA

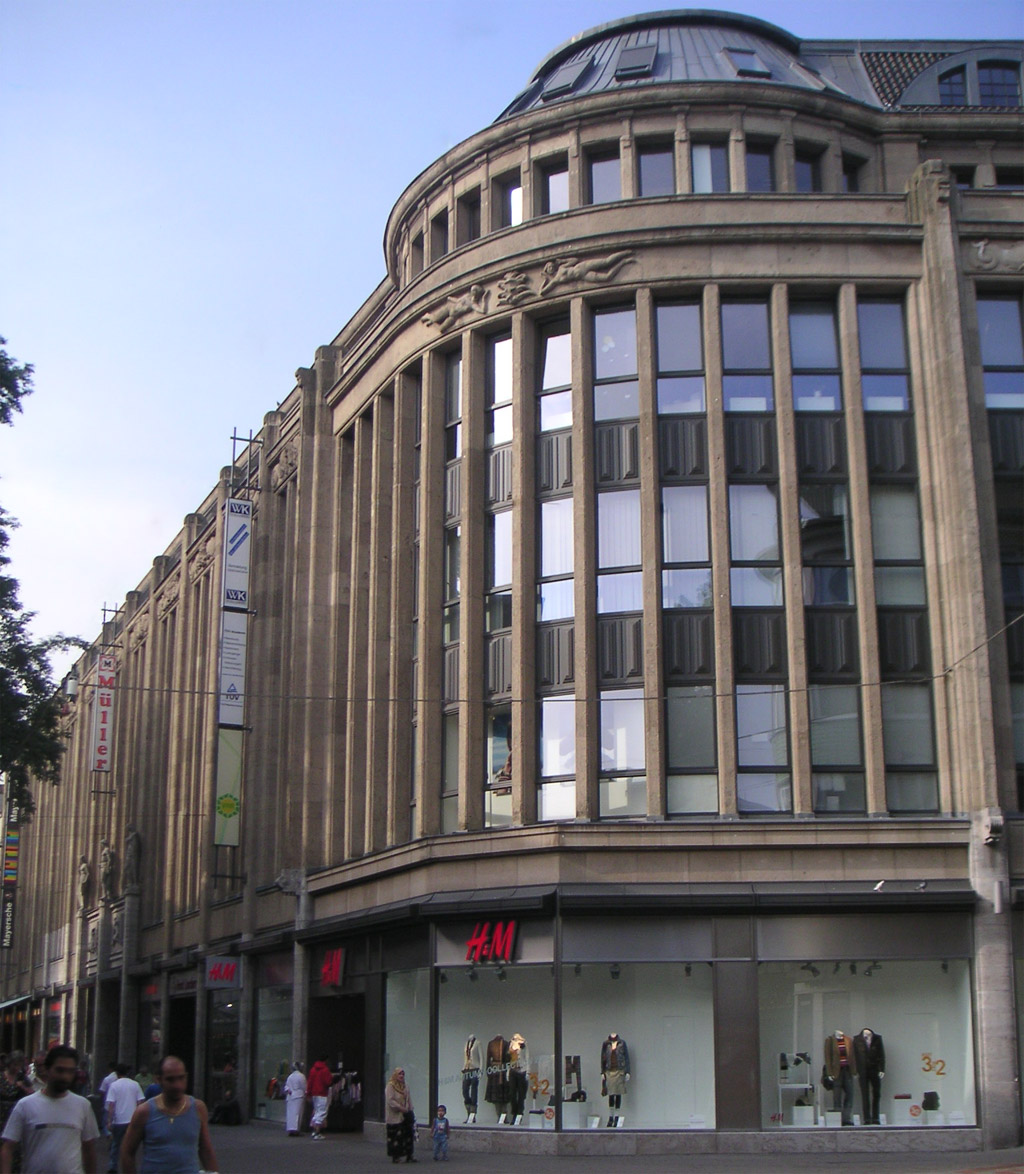
Het voormalige Weka-warenhuis in Gelsenkirchen

WEKA (Westfalen-Kaufhaus) is een voormalig warenhuis in het centrum van Gelsenkirchen. Anno 2024 bevinden zich in het gebouw dat bekendstaat als de WEKA-Karree andere winkels, en kantoren.

## Geschiedenis
In 1908 werd aan de Bahnhofstrasse 53 het eerste warenhuis van de Joodse Gebr. Alsberg AG geopend. Het was succesvol en in 1912 werd een nieuwbouwpand aan de Bahnhofstrasse gebouwd naar een ontwerp van de Düsseldorfse architecten Walter Klose en Georg Schäfer als winkelpaleis voor het warenhuisbedrijf. In 1928 werd het warenhuis uitgebreid in de Bahnhofstrasse en de Augustastrasse. Het beschikte onder meer over een grote schoenenafdeling en een oosterse tapijtkamer. Het was het grootste van de 60 Alsberg-filialen op dat moment. 
Het warenhuis in Gelsenkirchen werd na de onteigening door de nationaalsocialisten, de arisering, overgedragen aan Rings AG en in 1933 werd het warenhuis omgedoopt tot WEKA Westfalen-Kaufhaus. De voormalige eigenaren werden vermoord. 
In de decennia na de oorlog veranderde het consumentengedrag en veranderde het bedrijfsmodel van de warenhuizen met zelfbediening. Discountformules en gespecialiseerde filiaalbedrijven zorgden voor concurrentie, hetgeen leidde tot de sluiting in 1995.  